# Бел-Эр (Мэриленд)
Бел-Эр (англ. Bel Air) — город и административный центр округа Харфорд в штате Мэриленд в Соединённых Штатах Америки.
Согласно данным переписи населения США 2020 года число жителей города 
составляло 10 661 человек.

## История
В 1900 и в 1942 году город пережил опустошительные пожары. В 1972 году произошел еще один пожар, уничтоживший восточную сторону Мейн-стрит.
Множество зданий и сооружений Бел-Эр занесены в Национальный реестр исторических мест США.

## География
Согласно данным Бюро переписи населения США, общая площадь города составляет 3,03 квадратных мили (7,85 км2), из которых 3,02 квадратных мили (7,82 км2) приходится на сушу, а 0,01 квадратных мили (0,03 км2) — водная поверхность.